# ويني ذي بو وشجرة العسل
ويني ذي بو وشجرة العسل هو فيلم رسوم متحركة أمريكي أنتج عام 1966، وهو مبني على أول فصلين من كتاب ويني ذي بو للكاتب آلان ألكسندر ميلن. أنتج الفيلم والت ديزني للإنتاج. كان هذا الفيلم آخر فيلم قصير من إنتاج والت ديزني، الذي توفي بسرطان الرئة في 15 ديسمبر 1966، بعد عشرة أشهر من صدور الفيلم. ألّف أغاني الفيلم الأخوان شيرمان ( ريتشارد م. شيرمان وروبرت ب. شيرمان ) وألّف النوتة الموسيقية وأدارها بادي بيكر. الفيلم من إخراج فولفجانج ريثرمان.
هذا الفيلم هو أول فيلم رسوم متحركة في سلسلة أفلام ويني ذي بو، وقد أضيف لاحقًا كقسم إلى فيلم 1977 مغامرات ويني ذي بو .
أدى الممثل ستيرلنج هولواي دور ويني ذي بو صوتياً، وجونيوس ماثيوز دور رابيت، وبروس ريثرمان دور كريستوفر روبن، وكلينت هوارد دور رو، وباربرا لودي دور كانجا، ورالف رايت دور إيور، وهوارد موريس دور جوفر، وهال سميث دور البومة. أما الراوي فكان سباستيان كابوت.

## الموسيقى
كتب جميع أغاني الفيلم الأخوان ريتشارد وروبرت شيرمان، اللذان قاما بتأليف معظم الموسيقى لسلسلة أفلامويني ذي بو على مر السنين، ثم أدمجت الأغاني لاحقًا في الفيلم الموسيقي مغامرات ويني ذي بو عام عام 1977

## أنظر أيضا
- قائمة الأفلام الأمريكية لعام 1966